# Рипли, Уильям Зебина
Уильям Зебина Рипли (англ. William Zebina Ripley; 13 октября 1867, Медфорд, штат Массачусетс, США — 16 августа 1941, Бутбей, штат Мэн, США) — американский экономист и антрополог, профессор экономики Гарвардского университета, президент Американской экономической ассоциации в 1933 году.

## Биография
Уильям родился 13 октября 1867 года в семье ювелира Натаниэля Л. Рипли и Эстимейт Р.Е. (Болдуин) Рипли. Среднее образование получил в государственной школе соседнего городка Ньютон, штат Массачусетс.
В 1890 году Уильям получил степень бакалавра искусств по теме гражданского строительства в Массачусетском технологическом институте. В 1892 году получил степень магистра искусств и докторскую степень в 1893 году уже в Колумбийском университете по политической экономике: тема диссертации была «Финансовая история Вирджинии 1607—1776».
В 1893 году начал преподавать социологию в Колумбийском университете, в 1895—1901 годах профессор экономики в Массачусетском технологическом институте, а в 1901—1933 годах профессор Гарвардского университета.
В 1929 году была присвоена степень доктора гуманитарных наук в Колумбийском университете и доктора права в 1930 году в Висконсинском университете и в 1931 году почётного доктора в Рочестерском университете.
Семья
20 февраля 1893 года Рипли женился на Иде Сабина Дэвис из Бостона. У них было четверо детей: Рут, Дэвис Н., Уильям П., Беттина.